# Madagaskarduva
Madagaskarduva (Nesoenas picturatus) är en fågel i familjen duvor inom ordningen duvfåglar.

## Utseende och läte
Mdagaskarduvan är en stor och knubbig duva med stora vita hörn på stjärten. Fjäderdräkten är skäraktig och rostfärgad, helt olikt alla andra duvor i sitt utbredningsområde. Lätet består av en serie stigande ihåliga hoanden, med en kort paus mellan varje ton.

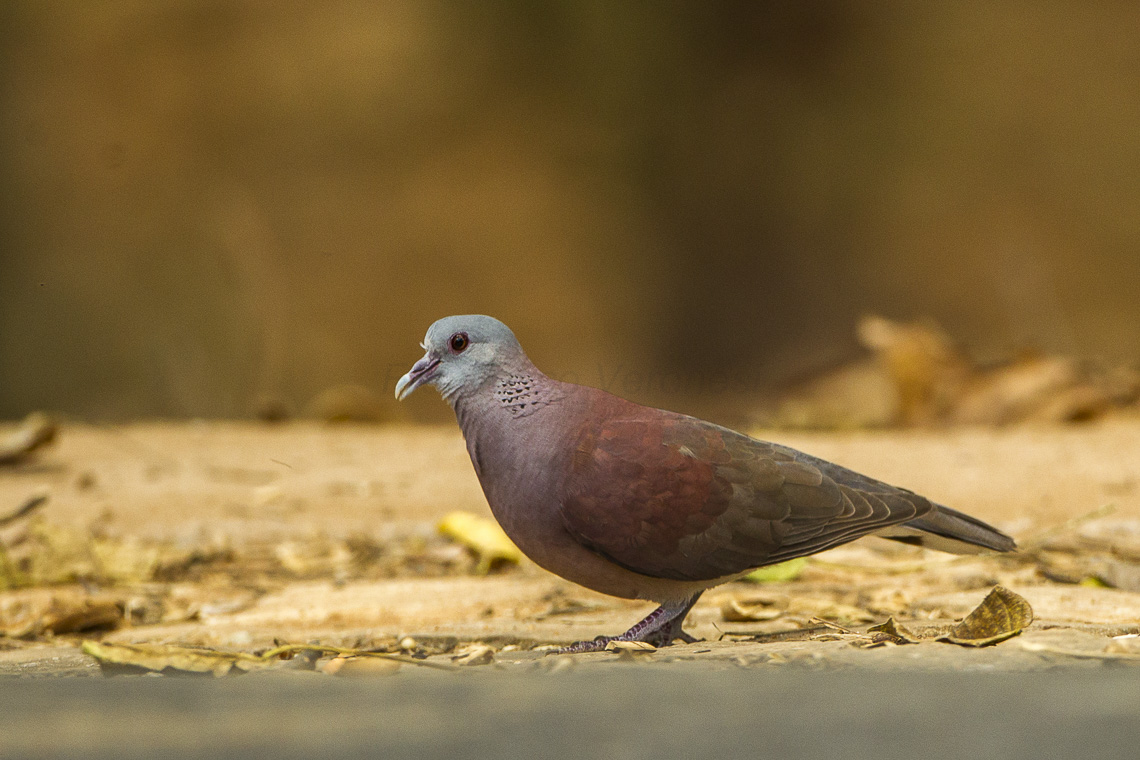

## Utbredning och systematik
Madagaskarduvan förekommer som namnet avslöjar på Madagaskar, men även i kringliggande ögrupper. Den delas in i fem underarter med följande utbredning:
- Nesoenas picturatus rostratus – förekommer på Seychellerna
- Nesoenas picturatus aldabranus – Amiranterna
- Nesoenas picturatus coppingeri – Aldabra, Cosmoledo-atollen, Glorieusesöarna
- Nesoenas picturatus comorensis – Komorerna
- Nesoenas picturatus picturatus – Madagaskar

### Släktestillhörighet
Madagaskarduva placerades tidigare ofta i Streptopelia. DNA-studier visar dock att den är närmare släkt med rosenduva och de båda står faktiskt närmare Columba än övriga arter i Streptopelia.

## Levnadssätt
Madagaskarduvan är en vanlig men skygg fågel som oftast ses när den flyger iväg utmed en väg eller en stig. Den hittas i alla möjliga skogstyper, även i områden starkt påverkade av människan.

## Status
Arten har ett stort utbredningsområde och beståndet anses stabilt. Internationella naturvårdsunionen IUCN listar den därför som livskraftig (LC).